# Cinema Kannada
El cinema kannada, també conegut com Sandalwood, Kannada Film Industry o Chandanavana, és el cinema indi dedicat a la producció de pel·lícules en llengua kannada àmpliament parlades a l'estat de Karnataka. La pel·lícula Sati Sulochana de 1934 dirigida per YV Rao va ser la primera pel·lícula parlada en llengua kannada. Va ser també la primera pel·lícula protagonitzada per Subbaiah Naidu i Tripuramba, i va ser la primera pel·lícula que es va projectar a l'antic regne de Mysore. La pel·lícula va ser produïda per Chamanlal Doongaji, que el 1932 va fundar el sud de l'Índia Movietone a Bangalore.
Les principals obres literàries s'han adaptat a la pantalla kannada com Chomana Dudi de BV Karanth (1975), Kaadu de Girish Karnad (1973), Samskara de Pattabhirama Reddy (1970) (basada en una novel·la d'UR Ananthamurthy), que va guanyar el lleopard de bronze al Festival Internacional de Cinema de Locarno, i Mysuru Mallige de TS Nagabharana (basat en les obres del poeta KS Narasimhaswamy).
El cinema kannada és conegut per produir treballs experimentals com Ghatashraddha (1977) de Girish Kasaravalli, que va guanyar el Premi Ducats al Festival de Cinema de Manneham Alemanya, Dweepa (2002), que va guanyar la millor pel·lícula al Festival Internacional de Cinema de Moscou, La pel·lícula muda de Singeetam Srinivasa Rao Pushpaka Vimana (1987), projectada al Festival de Cannes i el drama històric de Prashanth Neel, KGF: Chapter 1 (2018), que es va convertir en la primera La pel·lícula en kannada ha recaptat 250 milions de ₹ a tot el món a la taquilla.